# Nath-Sakura
Pour les articles homonymes, voir Balsan et Nath (homonymie).
 (octobre 2020).
Nathalie Balsan-Duverneuil, ou Nath-Sakura, née le 21 novembre 1973 à Gérone en Espagne, est une photographe franco-espagnole et journaliste à Midi libre.

## Biographie
Nath-Sakura naît de sexe masculin le 21 novembre 1973 à Gérone, de parents inconnus.
Elle se tourne vers la photographie et le journalisme, avant d'entamer une transition de genre en 2004,. C'est à ce titre, et en qualité de journaliste, qu'elle intervient en 2011 lors des « Assises du corps transformé » à la faculté de droit de Montpellier. Son changement d'état-civil a été prononcé par le tribunal de grande instance de Montpellier le 6 octobre 2011.

## Photographe
Nath-Sakura est photo-journaliste, mais est également photographe d'art. Son œuvre, que l'on peut rattacher à un courant fetish et glamour, développe une approche personnelle où, dans un style érotique et underground, elle explore notamment les thèmes de l'identité, des passages entre les genres et de la transformation des corps ,,[source insuffisante]  
Son changement de sexe fait partie intégrante de son œuvre, ainsi, elle note depuis ses débuts ses indices de testostérone libre puis de progestérone dans le sang, sur chacune de ses photographies.
Nath-Sakura a participé à plusieurs expositions et publié des ouvrages de recueils photographiques.

### Expositions
- 2003 
  - Exposition « L'art en prison », prison de Villeneuve-lès-Maguelone[9]
- 2005
  - Musée d'Art contemporain de Barcelone [10],[11]
- 2007 
  - « Les Tarots de Marseille », Festival Toques et clochers 2007, exposés à Alet-les-Bains[12] et Marseille[réf. nécessaire].
  - « Vauban à Toulon », musée Balaguier-La Seyne-sur-Mer[13]
  - Arte Lisboa, Lisbonne, Portugal[réf. nécessaire].
- 2008 
  - Exposition « Contradictoire », à la discothèque Divan du Monde, Paris.
- 2009 
  - Exposition « Pour en finir  avec la photographie », galerie d'art associative[14] Chez moi, chez toi, Nîmes[15].
- 2010 
  - Exposition « Everything Lust go », galerie Backstage, Marseille[16].
- 2011
  - Exposition « Ergo sum », galerie La Vitrine, Arles (février)[17]
  - Exposition « Icone(s), Lilith vs Eve », Museaav, Nice (mars)[18]
  - Exposition « Entre elles », Concorde Art Gallery, Paris (avril)[19]
  - Marraine du Festival off de photographie alternative Supernova de Montpellier[20], expose au Chai-du-Terral de Saint-Jean-de-Védas (Hérault) en mai[21]
  - Galerie Hoche, Versailles, juin[réf. nécessaire].
  - Exposition « Le Coffee Socks fait son Off » dans le cadre du festival Off des rencontres d'Arles[22]
- 2013
  - Exposition « Corpus Delicti »[23], et conférence sur son travail de photo-journalisme[24] au Salon international de la photographie de Riedisheim[25]
- 2014
  - Exposition à Hollywood (États-Unis) à la Artist's Corner Gallery & Bookmaking dans le cadre de la 23e exposition d'art photographique de Los Angeles [26]
  - Exposition à Hong-Kong (Chine), à la Asia Contemporary Art Show par la galerie Paris Art Limited[27]
  - Exposition à Rennes (France), à la galerie Eleven[28]
- 2015
  - Conférencière aux Rencontres de la photographie professionnelle organisée au Corum (Montpellier) les 12,13 et 14 avril 2015[29]
- 2019
  - Invitée d'honneur aux côtés de Lee Jeffries du 22 mai au 10 juin 2019 du Vincennes Image Festival (VIF) [30]
- 2021
  - Invitée d'honneur de la 11e Semaine Photographique de Port-de-Bouc
- 2022
  - Invitée d'honneur de la 13e Semaine Photographique de Saint-Laurent-du-Var [31]
  - Présidente du jury et invitée d'honneur du Concours national de photographie de Salon-de-Provence[32]
  - Vainqueur, dans la catégorie "photo créative" du festival international de photographie de Urban 2022 photo awards du Trieste (Italie) Photo Days[33]
- 2025
  - Invitée d'honneur du Festival national annuel de la Fédération photographique de France au côté de Kyriakos Kaziras[34]

### Publications
- Pervy Obsessions, recueil photographique, préface de Robert Chouraqui Thomas Ragage éditeur, Neuilly, 2008  (ISBN 978-2-915460-54-4)
- 1 femme, 2 hommes, 3 regards, recueil photographique et illustrations avec Fabrizio Pasini et Nalair, préface de Patrick Wecksteen, Neuilly, Thomas Ragage éditeur, 2009  (ISBN 978-2-915460-79-7)
- Fatales avec la collaboration de Clair Obscur, textes de Jean-Paul Gavard-Perret, préface de Christophe Mourthé, Montpellier, éditions Victoria, 2012  (ISBN 978-2-9542917-0-3)
- Eternelles, textes de Eugène Durif, Montpellier, éditions Victoria, 2014  (ISBN 978-2-9542917-1-0)
- La photo dans tous ses états, manuel de photo et d'éclairage, Montpellier, éditions Victoria, 2018  (ISBN 978-2-9542917-2-7)
- La photo dans tous ses états, manuel de photo et d'éclairage, tome 2, Montpellier, éditions Victoria, 2019  (ISBN 978-2-9542917-4-1)
- Éclairer et photographier le portrait, Montpellier, éditions Victoria, éditions Eyrolles, 2020  (ISBN 9782212679953)
- Éclairer et photographier l'objet, Montpellier, éditions Victoria, éditions Eyrolles, 2022  (ISBN 9782416004353)
- (de) Porträt und Licht: Das Praxisbuch für professionelle Beleuchtung, Dpunkt.Verlag GmbH, 2022  (ISBN 978-3864908651)
- (en) Product Photography: Lighting, Composition, and Shooting Techniques, Rocky Nook, 2022  (ISBN 978-1681989297)